# Aloys Nong
Aloys Bertrand Nong (Douala, Camerún, 16 de octubre de 1983), más conocido como Aloys Nong, es un exfutbolista camerunés que jugaba de delantero.
Tras casi dos años sin equipo, en abril de 2020 hizo oficial su retirada.

## Selección nacional
Fue internacional una única vez con la selección de fútbol de Camerún.

## Clubes
| Club                          | País    | Año       |
| ----------------------------- | ------- | --------- |
| C. S. Visé                    | Bélgica | 2002-2004 |
| R. F. C. Lieja (cedido)       | Bélgica | 2003      |
| F. C. Brussels                | Bélgica | 2004-2005 |
| K. V. Kortrijk                | Bélgica | 2005-2007 |
| K. V. Mechelen                | Bélgica | 2007-2010 |
| Standard de Lieja             | Bélgica | 2010-2012 |
| R. A. E. C. Mons              | Bélgica | 2012-2013 |
| Levante U. D.                 | España  | 2013-2014 |
| Recreativo de Huelva (cedido) | España  | 2014      |
| Foolad F. C.                  | Irán    | 2014-2015 |
| Naft Tehran F. C.             | Irán    | 2015-2016 |
| Tractor Sazi F. C.            | Irán    | 2016      |
| Esteghlal Khuzestan F. C.     | Irán    | 2017      |
| F. C. Pars Jonoubi Jam        | Irán    | 2017-2018 |
| Saipa F. C.                   | Irán    | 2018      |